# 平尾山
平尾山（ひらおやま）は、長野県佐久市の東部に位置する関東山地の一部で、最高峰の「平尾富士」は標高1,156m。信州百山の一つに選ばれている。

## 概要
第三紀層を基盤とする成層火山で、成立は荒船山より古いとされる。頂上から北側、西側にかけては複輝石安山岩、南側は溶結凝灰岩で主に構成されている。
山麓に佐久スキーガーデンパラダが所在し、平尾富士山頂まで徒歩約20分の尾根までリフト及びゲレンデが設置されている。
登山口へは、佐久市民の森・水辺の小路駐車場からすぐ。佐久スキーガーデンパラダ、佐久平パーキングエリア第2PAからのアクセスも容易。登山コース一帯は、佐久市民の森、森林セラピー基地として整備され、ハイキング感覚で登頂が可能。登山口から山頂までの所要時間は40－50分。
山頂は、北から南東にかけて眺望が開け、浅間山、美ヶ原、八ヶ岳、茂来山、荒船山等の山々と佐久平が一望できる。

## 歴史
平尾山は、大井山とも呼ばれた。 謡曲鉢木に「吹くや嵐の大井山、捨つる身になき伴の里」と謡われる「大井山」が平尾山にあたる。かつて、この地域は大井荘という荘園であり、荘内で最も高い山であることに由来する。
戦国時代には、秋葉山の山頂に平尾城が築かれていた。白山の山頂には白山砦、平尾富士の山頂には平尾砦が築かれ、平尾砦は物見の役を果たしていた。平尾城を築いたのは依田氏支流の平尾氏で、全国の「平尾姓」にはこの地をルーツとする家も多いという。

## 文化と伝承

### 富士浅間神社
平尾山には木花咲耶姫（このはなさくやひめ）が鎮座し、諸願を成就させてくれるといわれ、山頂にある富士浅間神社は木花咲耶姫を祀っている。
九のつく日を御九日或いは御供日（おくんち、おくにち）といって、お参りすれば願いが叶うとされるが、特に夜明け前の参拝が最高と言われる。昔は、松明や提灯を手にして山頂を目指す参詣人が多くいた。富士浅間神社の例祭は、10月9日、19日、29日に行われる。

### 白山大権現
用明天皇元年（586年）皎月という官女が、佐久郡の平尾へ流罪になった。官女は白馬と一緒に空を舞い、平尾山の西尾根の「吾妻山」に立って「吾は白山権現だ」と言って岩の中に入ってしまった。それから、吾妻山を白山（はくさん）とも呼ぶ。その後も官女のまぼろしが小田井の平原で白馬の輪乗りをしたので、輪の形に草が生えない場所ができ、その輪はいつまでも消えなかった。その輪は「皎月の輪」と呼ばれ、皎月の輪がある皎月原は佐久市指定の名勝となっている。

### 社寺
平尾山の山麓には、平尾大社、守芳院（曹洞宗）、渓徳寺（臨済宗）などの社寺がある。特に守芳院の山号は「平尾山」である。また平尾大社本殿は佐久市指定有形文化財となっている。

### 俗信
- 「平尾冠」（ひらおかんむり）といわれるように、山頂に冠状の雲がかかると晴れになるという。また、「浅間帯に平尾頭巾は晴れ」ともいう。浅間山に帯のような雲があり、平尾山の頂上に頭巾のような雲があれば晴れるという[9]。

- 平尾山は雨乞い（あまごい）の山でもあり、雨が降るように祈ると叶うという[10]。また平尾山で大きな火を燃やすと雨が降るといい、日照りの際には山でワラや枯れ枝を燃やして雨乞いをした[2]。

- 平尾山は、デイランボウという巨人が土を運んでいるときにこぼれてできたという民話がある。また、下平尾地区にはデイランボウの足跡という丸い水田がある[11]。

## その他
- 山腹にはテレビやラジオなどの中継局が複数あり、佐久地域へ電波を送信している。

- 平尾山から産出する石を平尾石（ひらおいし）と呼び、敷石や庭石などに使用していた。また山の南西方面からは安原石が採掘され、墓石・建築用材・間知石などに使われている。1966年（昭和41年）には、佐久市営の採石場が設けられ、道路舗装用に多量の採石が行なわれた。産出されたのは鉄平石と同じ輝石安山岩であるが、板状に剥離しづらいため内外装用には使えず、道路用に用いられた[2]。

- 一本松古墳群や竜神池などのいわゆるパワースポットも存在する。南側斜面には「アブミ石」と呼ばれる縦60cmくらいの石があり、その昔平尾の領主がこの石に足を掛け、上州側へ向かって弓を射た、と伝わる[2]。